# Duńska Rada Handlowa

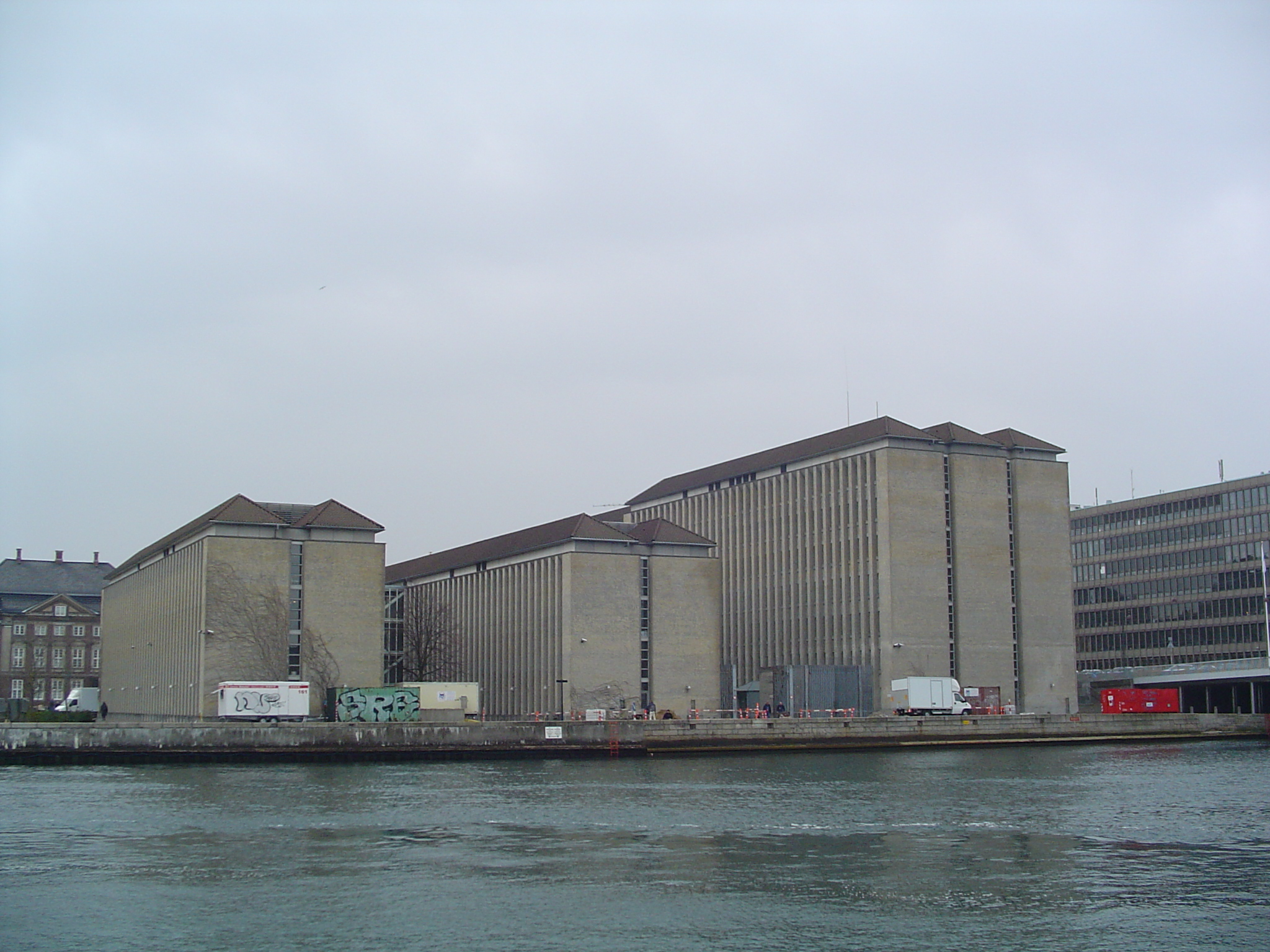
siedziba Duńskiej Rady Handlowej w Ministerstwie Spraw Zagranicznych przy Asiatisk Plads w Kopenhadze

Duńska Rada Handlowa (Eksportrådet, Danish Trade Council), dawniej Duńska Rada Eksportu (Danmarks Eksportråd, Danish Export Council) jest częścią duńskiego Ministerstwa Spraw Zagranicznych (Udenrigsministeriet).
Organizacja została założona w Danii w 2000 jako jednolita organizacja, której zadaniem jest koordynowanie promocji eksportu prowadzonej przez sieć duńskich misji dyplomatycznych (ambasady, konsulaty generalne i biura handlowe) w świecie. Zatrudnia 350 pracowników - w centrali w Kopenhadze i w około 80 przedstawicielstwach zagranicznych w 65 krajach. Działania koncentrują się na pomocy duńskim firmom w ich internacjonalizacji i przyciągnięciu zagranicznej wiedzy inwestycyjnej i miejsc pracy do kraju w ramach "Invest in Denmark".